# Christian Family Church
Christian Family Church (CFC)  är ett kristet trossamfund, grundat i september 1979 av det sydafrikanska pastorsparet Theo och Beverley Wolmarans, sedan 2002 bosatta i USA. CFC består av över 250 lokala församlingar runtom i världen.
En tid var CFC associerade med Robb Thompson och Family Harvest International. Numera har man istället ett samarbetsavtal med Apostolic Faith Mission of South Africa.

## Swaziland
Christian Family Church i Swaziland leds av pastor La' Salette Duarte. Hon har startat fyra församlingar och nio hjälpstationer, i Lubomboregionen i östra Swaziland.